# Німецький дог
Німецький дог, також великий данець — порода собак групи молосів.

## Походження
Як попередників сучасного великого данця потрібно розглядати Bullenbeisser (бульдога) або Hatz-and Sauruden (кабанячих собак) які були на півдорозі між сильним англійським типом мастифа і швидким, моторним Sighthound'ом. Термін «доге», який використовують на батьківщині виведення породи Німеччині, насамперед позначав великого, сильного собаку, який не був представником будь-якої породи. Пізніше, назви типу «Ульмський доге» (Ulmer Dogge), «Англійський доге» (Englische Dogge), «Данський доге» (Danische Dogge), Hatzrude, Saupacker і Grosse Dogge, позначали різні типи цих собак, залежно від їх кольору і розміру. У 1878 році в Берліні було створено комітет із сімох активних селекціонерів і суддів під керівництвом Dr. Bodinus, який ухвалив рішення класифікувати всі вищеназвані типи собак як «великий данець». Таким чином була покладена основа для розведення саме цієї німецької породи.
У 1880 році з нагоди виставки в Берліні, був затверджений перший стандарт великого данця. Це було зроблено під контролем Національного Клубу Великого данця (Deutscher Doggen-Club 1888 eV) і неодноразово стандарт змінювався через роки. Ця версія стандарту відповідає моделі FCI.

## Опис
Великий данець — великий пес, який поєднує в собі благородство і силу, потужність і елегантність. Мінімальний зріст самця — 76 см, суки — 72 см. Більше цінуються собаки, зріст яких перевищує мінімальний. Вага близько 60 кг. Голова подовжена, вузька, з вираженим переходом від лоба до морди, досить широка спинка носа. Шия довга та м'язиста. Передні кінцівки абсолютно прямі. Стегна м'язисті, лапи круглі, з короткими темними кігтями. Хвіст середньої довжини, доходить до скакального суглоба. Добре розвинені білі зуби повинні змикатися в ножицеподібний прикус. Шерсть у всіх великих данців коротка, густа, глянсувата, щільно прилегла. Забарвлення шерсті вказує на різновид. У чорних данців шерсть має бути блискучою і гладкою, а очі — темними. У блакитних данців очі світліші.

## Використання
За свою довгу історію великий данець використовувався як бойовий, мисливський, сторожовий собака. На сьогодні він як і раніше використовується як сторож, проте за красу і поступливий характер великий данець перш за все цінується як домашній декоративний собака.

## Назва
Назва "великий данець" (Great Dane) виникла через те, що в Данії використовували подібних собак.